# Замок Данробин
Замок Данробин (англ. Dunrobin Castle) — замок в Сазерленде (округ Хайленд, Шотландия), где проживают семья графа Сазерленда и клан Сазерленд, предки ветви династии Морганов. Замок расположен в 1 миле (1,6 км) к северу от Голспи и примерно в 5 милях (8,0 км) к югу от Броры, с видом на залив Дорнох.
Замок Данробин стал домом для графов и герцогов Сазерленда с XIII века, но большая часть нынешнего здания и садов была добавлена сэром Чарльзом Бэрри в период между 1835 и 1850 годом. Замок использовался как школа-интернат для мальчиков в течение семи лет с конца 1960-х годов, а потом, как и прежде, стал семейным домом. На данный момент стены старого замка сохранились во внутреннем дворе.

## История
Земли Сазерленда были приобретены до 1211 года Хью, лордом Даффуса, внуком фламандского дворянина Фрескина.
Замок был построен на месте раннесредневекового форта, но самая старая сохранившаяся часть, с железным венцом, впервые упоминается в 1401 году. Самый ранний замок был квадратной формы, стены толщиной более 6 футов (1,8 м.), а потолки каждого этажа были сформированы из каменных сводов.
Считается, что замок назван в честь Роберта, 6-го графа Сазерленда (ум. 1427). Замок Данробин был построен в разгар развития племенного общества, в то время данную местность населяли Норвежцы и Гэлы. Роберт Брюс отдал замок Гордонам, которые поддержали его притязания на корону в Хантли в Абердиншире.
В 1518 году, в отсутствие Адама Гордона, замок был захвачен Александром Сазерлендом, законным наследником графа Сазерленда. Гордоны быстро отбили замок, захватили Александра и выставили голову, насаженную на копье, на вершине башни замка. Джон, сын Александра Сазерленда, пытался захватить замок в 1550 году, но был убит в саду замка.
Во время восстания якобитов в 1745 году якобиты, под руководством Карла Эдуарда Стюарта, штурмовали замок Данробин без предупреждения, потому что клан Сазерленд поддерживал британское правительство. 17-й граф Сазерленд бежал в Абердин, где присоединился к армии герцога Камберлендского.
После смерти 18-го графа в 1766 году дом перешел к его дочери, Элизабет, которая вышла замуж за политика Джорджа Левесона-Гауэра, впоследствии получившего титул 1-го герцога Сазерленда. В 1785 году дом был перестроен и расширен.
С 1835 по 1850 год сэр Чарльз Бэрри переделал замок в стиле шотландских баронов для второго герцога Сазерленда. Чарльз Бэрри был архитектором Вестминстерского дворца, где находится палата общин, и был очень востребован.
В 1915 году пожар повредил крышу и большую часть интерьера, в тот момент здание использовалось в качестве военно-морского госпиталя. Для реконструкции замка после Первой мировой войны был нанят шотландский архитектор сэр Роберт Лоример.
После смерти 5-го герцога Сазерленд в 1963 году, дом перешел к его племяннице, нынешней графине Сазерленд. В период с 1965 по 1972 год замок стал школой-интернатом для мальчиков.
С 1973 года дом и территория были открыты для посетителей, но часть дома до сих пор используется как частное жилье семьи Сазерленд.

## Архитектура
В замке 189 комнат, что делает его самым большим на северном нагорье.
Большая часть интерьера, созданного Чарльзом Бэрри, была разрушена пожаром 1915 года. Восстановительными работами занимался Роберт Лоример, который оставил интерьер, сохранившийся с 17-го и 18-го века, в том числе резьбу по дереву Гринлинга Гиббонса.
В замке присутствуют элементы, вдохновленные работами французского архитектора Виолье-ле-Дюка, такие как пирамидальная крыша над главным входом. Часть замка, построенная Чарльзом Бэрри, выполнена из строительного камня в том же стиле, что и башни 16-го и 17-го веков. Замок представляет собой четырёхугольное сооружение, состоящее из четырёх этажей, с башнями на каждом углу. Высота самой высокой башни, в которой находится вход, составляет 135 футов (41 м), круглые башни — 115 футов (35 м), а башня с часами — 125 футов (38 м).
Колодец Св. Иоанна, во дворе самой старой части замка, является одним из самых глубоких колодцев в Шотландии, глубина которого составляет 92 фута (28 м).

## Интерьер
В вестибюле находится фриз из гербов, использовавшихся прошлыми графами Сазерленд. Главная лестница, украшенная портретами семьи Левесон-Гауэр, имеет ширину около 30 футов (9 м) и высоту 50 футов (15 м).
Обеденный зал, длиной 12 футов (12 м) и шириной 22 фута (6,7 м), имеет итальянский фриз Гризайля и ковер из Хорассана, а также стулья, украшенные женой 5-го герцога.
Гостиная, спроектированная Робертом Лоримером во время реставрации замка, содержит работы Каналетто и гобелены 18-го века, а также портреты Хоппнера и Рейнольдса. Окна гостиной выходят на сады и море. В библиотеке хранится более 10 000 книг, а также картина Филиппа де Ласло герцогини Эйлин, а также стол из красного дерева изготовленный Томасом Чиппендейл.

## Сад
Сад, завершенный в 1850 году, выполнен в стиле садов Версаля. Круглый бассейн с фонтаном был создан примерно в 1848 году и сохранился до сих пор в первоначальном виде. Общая территория сада составляет 1379 акров (558 га).

## Музей
В музее представлены трофейные головы животных, убитых членами семьи на сафари, этнографические предметы со всего мира и коллекция археологических артефактов. Музей выполнен с стиле викторианско-эдвардианской эпохи и размещается в беседке 18-го века, примыкающей к садам. Замок является памятником архитектуры категории А, а сады включены в Перечень садов и ландшафтных дизайнов в Шотландии.
Соколиная охота проводится в садах замка ежегодно с апреля по октябрь.